# 庐山云雾茶
庐山云雾是产于江西省庐山的一种茶，古称“闻林茶”，宋朝时奉为“贡茶”，因庐山的茶树主要生长在海拔800米以上的含鄱口、五老峰、汗阳峰、小天池、仙人洞等地，常年云雾缭绕，一年中有雾的日子可达195天之多。从明代起始称“庐山云雾茶”，至今已有300多年历史，现是中国地理标志产品，以“味醇、色翠、香馨、汤清”知名。